# Kenner Gutiérrez
Kenner Gutiérrez Cerdas (ur. 9 czerwca 1989 w Alajueli) – kostarykański piłkarz występujący na pozycji środkowego obrońcy, reprezentant Kostaryki, od 2024 roku zawodnik Puntarenas.

## Kariera klubowa
Gutiérrez pochodzi z miasta Alajuela i jest wychowankiem akademii juniorskiej tamtejszego potentata – klubu LD Alajuelense. Do pierwszej drużyny został włączony w wieku dwudziestu lat; w kostarykańskiej Primera División zadebiutował za kadencji trenera Marco de Cerqueiry, 24 października 2009 w wygranym 2:1 spotkaniu z Cartaginés. Już kilka miesięcy później był członkiem drużyny Alajuelense odnoszącej liczne sukcesy na arenie krajowej – w jesiennym sezonie Invierno 2010 wywalczył tytuł mistrza Kostaryki, sukces ten powtarzając również w wiosennych rozgrywkach Verano 2011. 
Trzecie z rzędu mistrzostwo Kostaryki osiągnął w sezonie Invierno 2011, zaś czwarty tytuł mistrza kraju zdobył w sezonie Invierno 2012. W tym samym roku wywalczył także superpuchar Kostaryki – Supercopa de Costa Rica. Podczas tego obfitego w osiągnięcia okresu pozostawał jednak wyłącznie rezerwowym obrońcą w taktyce szkoleniowca Óscara Ramíreza, nie potrafiąc wygrać rywalizacji o miejsce na środku obrony z graczami takimi jak Johnny Acosta, Giancarlo González czy Porfirio López.
Podstawowym graczem Alajuelense został dopiero w okolicach marca 2013. Premierowego gola w najwyższej klasie rozgrywkowej strzelił 5 września 2013 w wygranej 2:1 konfrontacji z Uruguayem. W tym samym sezonie Invierno 2013 wywalczył swoje piąte mistrzostwo Kostaryki – lecz dopiero pierwsze jako podstawowy stoper. W rozgrywkach Verano 2014 osiągnął natomiast tytuł wicemistrza kraju. Osiągnięcie to powtórzył również w sezonie Verano 2015, a później podczas rozgrywek Invierno 2015. Czwarte wicemistrzostwo Kostaryki – a zarazem trzecie z rzędu – zanotował natomiast z Alajuelense w sezonie Verano 2016.

## Kariera reprezentacyjna
W marcu 2009 Gutiérrez został powołany przez Rónalda Gonzáleza do reprezentacji Kostaryki U-20 na Mistrzostwa Ameryki Północnej U-20. Podczas turnieju rozgrywanego na Trynidadzie i Tobago rozegrał dwa mecze na pięć możliwych (z czego jeden w wyjściowym składzie), zaś jego zespół triumfował ostatecznie w rozgrywkach po pokonaniu w finale USA (3:0). Pół roku później znalazł się w składzie na Mistrzostwa Świata U-20 w Egipcie. Podczas tych rozgrywek był głównie rezerwowym dla pary stoperów tworzonej przez Roya Smitha i José Menę. Wystąpił w trzech z siedmiu spotkań (z czego w dwóch w pierwszej jedenastce), a Kostarykańczycy okazali się rewelacją młodzieżowego mundialu – odpadli dopiero w półfinale po porażce z Brazylią (0:1) i zajęli czwarte miejsce.
W październiku 2011 Gutiérrez w barwach reprezentacji Kostaryki U-23 wziął udział w eliminacjach do północnoamerykańskiego turnieju kwalifikacyjnego do Igrzysk Olimpijskich w Londynie. Nie rozegrał jednak wówczas żadnego spotkania, a podopieczni Rónalda Gonzáleza po przegranym dwumeczu barażowym nie zdołali awansować do finałowych rozgrywek kwalifikacyjnych o awans na igrzyska.
W styczniu 2017 Gutiérrez został powołany przez selekcjonera Óscara Ramíreza – swojego byłego trenera z Alajuelense – do reprezentacji Kostaryki na turniej Copa Centroamericana. Tam 15 stycznia w wygranym 3:0 meczu z Belize zadebiutował w seniorskiej kadrze. Ogółem podczas tych rozgrywek rozegrał dwa z pięciu możliwych spotkań (obydwa w wyjściowym składzie), zaś Kostarykańczycy uplasowali się ostatecznie na czwartym miejscu. Sześć miesięcy później znalazł się w składzie na Złoty Puchar CONCACAF; tam również pełnił głównie rolę rezerwowego zawodnika i wystąpił w czterech z pięciu meczów (z czego w dwóch w wyjściowej jedenastce). Jego drużyna zakończyła natomiast swój udział w turnieju na półfinale, ulegając w nim gospodarzowi i późniejszemu zwycięzcy – USA (0:2).